# Moschea di Palermo

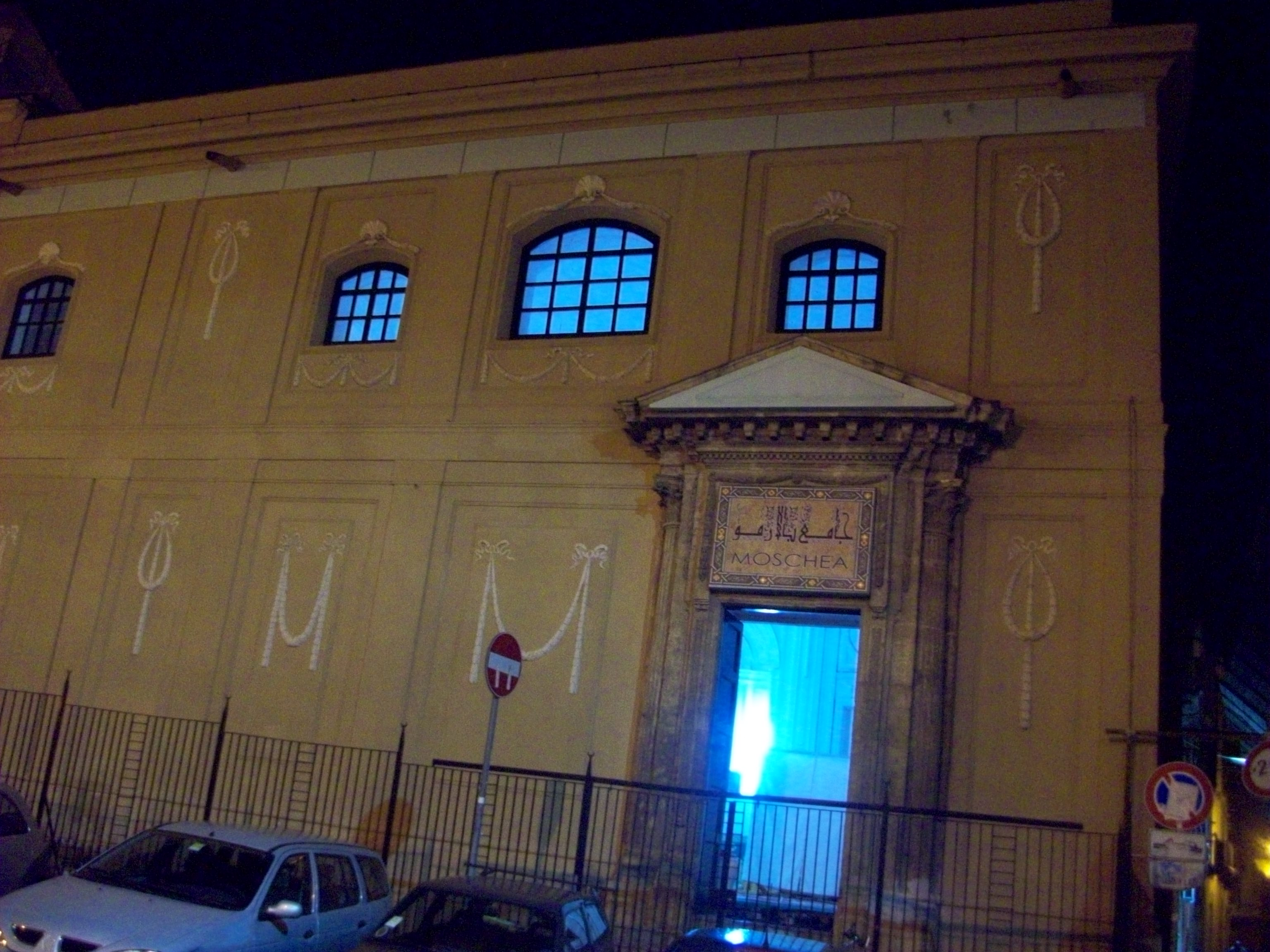
Ingresso

La moschea di Palermo è una moschea sunnita tunisina che si trova nel centro storico di Palermo, nel quartiere del Capo.
La moschea è stata ricavata nella chiesa sconsacrata di San Paolino dei giardinieri in via del Celso, ceduta alla Regione Siciliana dalla Curia di Palermo (su iniziativa del cardinale Salvatore Pappalardo) e scelta per il suo orientamento verso la Mecca.
La ristrutturazione, diretta dall'architetto Salvo Lo Nardo, è costata circa 250.000 euro, e si è conclusa nel 1990.
La gestione è esercitata direttamente dal governo tunisino attraverso il corrispettivo consolato a Palermo e l'Associazione culturale islamica.
La moschea raccoglie la comunità di una settantina di tunisini praticanti di Palermo e provincia, e fa riferimento ai circa 5.000 membri della comunità musulmana presenti nel territorio provinciale.

## Storia
La corporazione degli ortolani, costituita prevalentemente da liguri, abbandona la chiesa di San Giorgio e costituisce la confraternita nel 1587 ponendola sotto la protezione di San Paolino di Nola.
- 1591, Edificazione del luogo di culto ubicato di fronte al monastero di Santa Maria del Cancelliere.[2]
- 1598, Nel piccolo tempio a navata unica, cappellone e quattro cappelle laterali, è documentato il dipinto Santi Protettori di Giuseppe Salerno, lo «Zoppo di Ganci».[4]
- 1725, Nascita della Confraternita e Compagnia di San Paolino di Nola